# Ново Рујце
Ново Рујце (алб. Rufc i Ri) је насеље у општини Липљан, Косово и Метохија, Република Србија.

## Становништво
| Демографија | Демографија | Демографија |
| Година      | Становника  | Становника  |
| ----------- | ----------- | ----------- |
| 1948.       | 285         |             |
| 1953.       | 238         |             |
| 1961.       | 257         |             |
| 1971.       | 293         |             |
| 1981.       | 501         |             |
| 1991.       | 605         |             |